# Delphinium darginicum
Delphinium darginicum är en ranunkelväxtart som beskrevs av V.N. Dimitrova. Delphinium darginicum ingår i släktet storriddarsporrar, och familjen ranunkelväxter. Inga underarter finns listade i Catalogue of Life.